# Heinrich Maier (Philosoph)
Heinrich Maier (* 5. Februar 1867 in Heidenheim an der Brenz; † 28. November 1933 in Berlin) war ein deutscher Philosoph.

## Leben
Er studierte Philosophie und Theologie in Tübingen, trat dort der Tübinger Königsgesellschaft Roigel bei und promovierte 1892 bei seinem Bundesbruder Christoph Sigwart, der später sein Schwiegervater wurde. 1896 habilitierte sich Maier und wurde 1900 zunächst außerordentlicher, 1901 ordentlicher Professor in Zürich. Bereits 1902 kehrte er auf einen Lehrstuhl nach Tübingen zurück. 1911 wechselte er nach Göttingen, 1918 nach Heidelberg (wo 1922 Karl Jaspers sein Nachfolger wurde) und schließlich 1922 nach Berlin. 1918 wurde er zum auswärtigen Mitglied der Göttinger Akademie der Wissenschaften gewählt. Seit 1920 war er Mitglied der Heidelberger Akademie der Wissenschaften. Im Oktober 1922 wurde er zum ordentlichen Mitglied der Preußischen Akademie der Wissenschaften gewählt.
Maier war Neukantianer, vertrat einen kritischen Realismus und betonte die Eigenfunktion von Wille und Gefühl in ihrem Einfluss auf das Denken.
Seine Philosophie der Wirklichkeit (1926–35, 3 Bände) begründet seine Metaphysik.
Mit seiner Frau Anna Sigwart hatte er einen Sohn, Georg, der Romanist wurde, und eine Tochter, Anneliese, die wie ihr Vater Philosophin wurde.

## Schriften
- Die Syllogistik des Aristoteles, 1896.
  - 1. Teil: Die logische Theorie des Urteils bei Aristoteles, 1896.
  - 2. Teil: Die logische Theorie des Syllogismus und die Entstehung der aristotelischen Logik.
    - 1. Hälfte: Formenlehre und Technik des Syllogismus, 1900.
    - 2. Hälfte: Die Entstehung der aristotelischen Logik, 1900.
- Psychologie des emotionalen Denkens. Mohr, Tübingen; 1908, ²1925; Reprint: Scientia Verlag, Aalen 1967.
- Sokrates: sein Werk und seine geschichtliche Stellung, Mohr, Tübingen 1913.
- Philosophie. In: Gustav Abb (Hrsg.): Aus fünfzig Jahren deutscher Wissenschaft. Die Entwicklung ihrer Fachgebiete in Einzeldarstellungen. de Gruyter, Berlin 1930, S. 75–85.
- Philosophie der Wirklichkeit, 1926.
  - 1. Band: Wahrheit und Wirklichkeit, 1926. Online Archive
  - 2. Band: Die physische Wirklichkeit.
    - 1. Abteilung: Die Realität der physischen Welt, 1933.
    - 2. Abteilung: Der Aufbau der physischen Welt, 1934.

  - 3. Band: Die psychisch-geistige Wirklichkeit, Hrsg. von Anneliese Maier, 1935.